# Forfait mobile international
Un forfait mobile est le plus souvent national, avec des communications à l'extérieur du pays d'origine entrainant des surcoûts qui s'appellent les frais d'itinérance.

## Suppression des frais d'itinérance dans l'UE

### Territoire unique
L'Union Européenne a engagé une démarche de One Single Tariff (roam like at home) pour réduire ces frais, puis pour permettre l'itinérance dans toute l'Union Européenne sans frais supplémentaires. Elle comprend les pays de l'Union Européenne ainsi que l'espace économique européen (Islande, Liechtenstein et Norvège), ainsi que la Moldavie et l'Ukraine (à partir du 1er janvier 2026). Les pays occidentaux des Balkans (Albanie, Bosnie, Kosovo, Macédoine du Nord, Montenegro, Serbie), ainsi que les pays du Caucase (Arménie, Azerbaidjan et Géorgie) sont aussi amenés à rejoindre cette zone à terme.
Petit à petit les opérateurs essayent d'offrir les mêmes prestations à l'étranger sur d'autres destinations, européennes ou non, moyennant parfois un surcoût,,.

### Situation des territoires ultramarins
Les frais d'itinérance sont supprimés par ailleurs au sein des régions ultrapériphériques, mais non pas au sein des Pays et territoires d'outre-mer (français et néerlandais). Concernant anciennement le Royaume-Uni, ils sont supprimés au sein des dépendances de la couronne, et non pas au sein des territoires d'outre mer.

## Suppression des frais d'itinérance de par le monde
A l'instar de l'Union européenne, d'autres régions dans le monde ont eu pour ambition et réussi à réduire les frais d'itinérance :
- les pays des Balkans non membres de l'Union européenne[7].
- entre les pays de la CEMAC (Cameroun, Congo, Gabon, Tchad, Centrafrique et Guinée équatoriale)[8],[9].
- entre les pays de la Cédéao[10] (le Togo et le Bénin, ainsi qu'avec le Ghana[11], le Gabon, le Congo[12], le Rwanda et la Côte d'Ivoire[13]).
- entre Zambie, Malawi, Zimbabwe et Botswana[14].
- entre Kenya, Rwanda, Soudan du Sud , Ouganda, Burundi et Tanzanie, autour du projet One Network[15].
- entre Brésil, Chili et Argentine[16].
- entre les pays de la Communauté caribéenne[17] (Antigua et Barbuda, Bahamas, Barbade, Belize, Dominique, Grenade, Guyana, Haïti, Jamaïque, Montserrat, Saint Christophe et Nieves, Sainte Lucie, Saint Vincent et les Grenadines, Suriname, Trinité et Tobago).
- entre les pays de la Communauté andine (Bolivie, Colombie, Equateur et Pérou)[18].
- entre les pays de l'Union économique eurasiatique (Russie, Kirghizistan, Kazakhstan, Arménie)[19].

## Enrichissement des offres
Il arrive que les offres proposées soient éphémères, proposées le temps des vacances, ou spécialisées sur un continent. Les destinations proposées correspondent plutôt aux potentiels lieux de vacances, retours au pays.
Certains forfaits proposent également les appels téléphoniques, vers les fixes et parfois les téléphones mobiles, ainsi que les SMS.

## Carte SIM locale
La préoccupation est de rendre l'usage du téléphone mobile abordable hors des frontières nationales.
Lorsque ce n'est pas possible, au lieu de tarifs exorbitants notamment si des options proposées sont très chères, il peut être préférable d'utiliser une carte sim locale, permettant des coûts limités. Cependant, l'internet mobile, dans le monde, est le plus cher en Afrique.
Plus chères, des esims permettent également de jongler entre les numéros de téléphone.
Plusieurs possibilités existent donc pour utiliser son téléphone à l'étranger.

## Destinations incluses
Les destinations incluses dans les forfaits mobiles sont le plus souvent des destinations vacances populaires, mais également les pays les plus développés et les plus grands.

### Pays inclus et options
On retrouve le plus souvent, entre autres :
| Continent                                 | Pays                                                                         | Opérateurs                                     | Opérateurs             | Opérateurs             | Opérateurs                                                     | Opérateurs                                     | Opérateurs             | Opérateurs             | Opérateurs                                     | Opérateurs                                     |
| Continent                                 | Pays                                                                         | Bouygues Telecom,                              | Free                   | Free Caraibe           | Lebara                                                         | Orange,                                        | Orange Caraïbe         | Red by SFR             | SFR                                            | Sosh                                           |
| ----------------------------------------- | ---------------------------------------------------------------------------- | ---------------------------------------------- | ---------------------- | ---------------------- | -------------------------------------------------------------- | ---------------------------------------------- | ---------------------- | ---------------------- | ---------------------------------------------- | ---------------------------------------------- |
| Afrique                                   | Afrique du Sud                                                               | {\displaystyle \surd }                         | {\displaystyle \surd } |                        | option                                                         | Série spéciale Voyage, option                  |                        | {\displaystyle \surd } | option                                         | option                                         |
| Afrique                                   | Algérie                                                                      | option                                         | {\displaystyle \surd } |                        | option                                                         | option                                         |                        | {\displaystyle \surd } | {\displaystyle \surd }                         | {\displaystyle \surd }                         |
| Afrique                                   | Angola                                                                       |                                                |                        |                        |                                                                | option                                         |                        |                        |                                                |                                                |
| Afrique                                   | Bénin                                                                        | Summer Edition, option                         |                        |                        | option                                                         | option                                         |                        | option                 | option                                         | {\displaystyle \surd }                         |
| Afrique                                   | Botswana                                                                     | option                                         |                        |                        | option                                                         | option                                         |                        | option                 | option                                         | option                                         |
| Afrique                                   | Burkina Faso                                                                 | option                                         |                        |                        |                                                                | option                                         |                        | option                 | option                                         | {\displaystyle \surd }                         |
| Afrique                                   | Burundi                                                                      |                                                |                        |                        |                                                                | option                                         |                        |                        |                                                |                                                |
| Afrique                                   | Cameroun                                                                     | Summer Edition, option                         |                        |                        | option                                                         | option                                         |                        | {\displaystyle \surd } | option                                         | {\displaystyle \surd }                         |
| Afrique                                   | Cap-Vert                                                                     | Summer Edition                                 |                        |                        | option                                                         | option                                         |                        | option                 | option                                         | option                                         |
| Afrique                                   | Centrafrique                                                                 | option                                         |                        |                        | option                                                         | option                                         |                        | {\displaystyle \surd } |                                                | option                                         |
| Afrique                                   | Comores                                                                      | Summer Edition                                 | {\displaystyle \surd } |                        |                                                                | option                                         |                        | {\displaystyle \surd } |                                                |                                                |
| Afrique                                   | Congo                                                                        | option                                         |                        |                        | option                                                         |                                                |                        | option                 |                                                |                                                |
| Afrique                                   | République démocratique du Congo                                             | option                                         |                        |                        | option                                                         | option                                         |                        | option                 | option                                         | {\displaystyle \surd }                         |
| Afrique                                   | Côte d'Ivoire                                                                | Summer Edition, option                         |                        |                        | option                                                         | option                                         |                        | {\displaystyle \surd } | option                                         | {\displaystyle \surd }                         |
| Afrique                                   | Djibouti                                                                     |                                                |                        |                        |                                                                | option                                         |                        |                        |                                                |                                                |
| Afrique                                   | Egypte                                                                       | {\displaystyle \surd }                         | {\displaystyle \surd } |                        | option                                                         | option                                         |                        | {\displaystyle \surd } | {\displaystyle \surd }                         | option                                         |
| Afrique                                   | Erythrée                                                                     |                                                |                        |                        |                                                                | option                                         |                        |                        |                                                |                                                |
| Afrique                                   | Eswatini                                                                     |                                                |                        |                        | option                                                         | option                                         |                        |                        |                                                |                                                |
| Afrique                                   | Ethiopie                                                                     |                                                |                        |                        |                                                                | option                                         |                        | option                 |                                                | option                                         |
| Afrique                                   | Gabon                                                                        | option                                         |                        |                        | option                                                         | option                                         |                        | option                 | option                                         | {\displaystyle \surd }                         |
| Afrique                                   | Gambie                                                                       |                                                |                        |                        |                                                                | option                                         |                        |                        |                                                |                                                |
| Afrique                                   | Ghana                                                                        | option                                         |                        |                        | option                                                         | option                                         |                        | option                 | option                                         | option                                         |
| Afrique                                   | Guinée                                                                       | option                                         |                        |                        | option                                                         | option                                         |                        | option                 |                                                | {\displaystyle \surd }                         |
| Afrique                                   | Guinée-Bissau                                                                | option                                         |                        |                        |                                                                | option                                         |                        | option                 | option                                         | {\displaystyle \surd }                         |
| Afrique                                   | Guinée équatoriale                                                           |                                                |                        |                        |                                                                | option                                         |                        |                        |                                                | option                                         |
| Afrique                                   | Kenya                                                                        | option                                         | tarif spécial          |                        | option                                                         | option                                         |                        | {\displaystyle \surd } | option                                         | option                                         |
| Afrique                                   | Lesotho                                                                      |                                                |                        |                        | option                                                         | option                                         |                        |                        |                                                | option                                         |
| Afrique                                   | Liberia                                                                      | option                                         |                        |                        | option                                                         | option                                         |                        |                        |                                                | option                                         |
| Afrique                                   | Libye                                                                        |                                                |                        |                        |                                                                | option                                         |                        |                        |                                                |                                                |
| Afrique                                   | Madagascar                                                                   | Summer Edition, option                         | {\displaystyle \surd } |                        | option                                                         | option                                         |                        | {\displaystyle \surd } | option                                         | {\displaystyle \surd }                         |
| Afrique                                   | Malawi                                                                       | option                                         |                        |                        | option                                                         | option                                         |                        |                        |                                                |                                                |
| Afrique                                   | Mali                                                                         | Summer Edition, option                         |                        |                        | option                                                         | option                                         |                        | option                 | option                                         | {\displaystyle \surd }                         |
| Afrique                                   | Maroc                                                                        | Summer Edition, option                         |                        |                        | option                                                         | option                                         |                        | {\displaystyle \surd } | {\displaystyle \surd }                         | {\displaystyle \surd }                         |
| Afrique                                   | Mauritanie                                                                   |                                                |                        |                        |                                                                | option                                         |                        | option                 | option                                         | option                                         |
| Afrique                                   | Mozambique                                                                   |                                                |                        |                        | option                                                         | option                                         |                        | option                 |                                                | {\displaystyle \surd }                         |
| Afrique                                   | Namibie                                                                      |                                                |                        |                        |                                                                | option                                         |                        |                        |                                                |                                                |
| Afrique                                   | Niger                                                                        | option                                         |                        |                        | option                                                         | option                                         |                        | option                 |                                                | option                                         |
| Afrique                                   | Nigéria                                                                      | option                                         |                        |                        | option                                                         | option                                         |                        | {\displaystyle \surd } | option                                         | option                                         |
| Afrique                                   | Ouganda                                                                      | option                                         |                        |                        | option                                                         | option                                         |                        | option                 |                                                | {\displaystyle \surd }                         |
| Afrique                                   | Rwanda                                                                       | option                                         |                        |                        | option                                                         | option                                         |                        | option                 |                                                | {\displaystyle \surd }                         |
| Afrique                                   | Sao Tome et Principe                                                         |                                                |                        |                        |                                                                | option                                         |                        |                        |                                                |                                                |
| Afrique                                   | Sénégal                                                                      | Summer Edition, option                         | {\displaystyle \surd } |                        | option                                                         | option                                         |                        | {\displaystyle \surd } | option                                         | {\displaystyle \surd }                         |
| Afrique                                   | Seychelles                                                                   | option                                         |                        |                        | option                                                         | option                                         |                        |                        |                                                | option                                         |
| Afrique                                   | Sierra Leone                                                                 | option                                         |                        |                        | option                                                         | option                                         |                        | option                 |                                                | {\displaystyle \surd }                         |
| Afrique                                   | Somalie                                                                      |                                                |                        |                        |                                                                | option                                         |                        |                        |                                                |                                                |
| Afrique                                   | Soudan                                                                       |                                                |                        |                        | option                                                         | option                                         |                        |                        |                                                |                                                |
| Afrique                                   | Soudan du Sud                                                                |                                                |                        |                        | option                                                         |                                                |                        |                        |                                                |                                                |
| Afrique                                   | Tanzanie                                                                     | option                                         | {\displaystyle \surd } |                        | option                                                         | option                                         |                        | option                 | option                                         | option                                         |
| Afrique                                   | Tchad                                                                        | option                                         |                        |                        | option                                                         | option                                         |                        | option                 | option                                         | option                                         |
| Afrique                                   | Togo                                                                         | option                                         |                        |                        |                                                                | option                                         |                        | option                 |                                                | option                                         |
| Afrique                                   | Tunisie                                                                      | {\displaystyle \surd }                         | {\displaystyle \surd } |                        | option                                                         | option                                         |                        | {\displaystyle \surd } | {\displaystyle \surd }                         | {\displaystyle \surd }                         |
| Afrique                                   | Zambie                                                                       | option                                         |                        |                        | option                                                         | option                                         |                        | option                 |                                                | {\displaystyle \surd }                         |
| Afrique                                   | Zimbabwe                                                                     |                                                |                        |                        |                                                                | option                                         |                        |                        |                                                |                                                |
| Antilles                                  | Anguilla                                                                     | option                                         |                        | {\displaystyle \surd } | option                                                         | option                                         | {\displaystyle \surd } |                        |                                                | option                                         |
| Antilles                                  | Antigua et Barbuda                                                           | option                                         |                        | {\displaystyle \surd } | option                                                         | option                                         | {\displaystyle \surd } |                        |                                                | option                                         |
| Antilles                                  | Antilles françaises (Guadeloupe, Martinique, Saint Barthélémy, Saint Martin) | {\displaystyle \surd }                         | {\displaystyle \surd } | {\displaystyle \surd } | {\displaystyle \surd } (sauf Saint Barthélémy et Saint Martin) | {\displaystyle \surd }                         | {\displaystyle \surd } | {\displaystyle \surd } | {\displaystyle \surd }                         | {\displaystyle \surd }                         |
| Antilles                                  | Antilles Néerlandaises (Saint Eustache, Saint Martin)                        | option                                         |                        |                        |                                                                | option                                         | {\displaystyle \surd } |                        |                                                | option                                         |
| Antilles                                  | Aruba                                                                        |                                                |                        |                        | option                                                         | option                                         | {\displaystyle \surd } |                        |                                                | option                                         |
| Antilles                                  | Bahamas                                                                      |                                                |                        | {\displaystyle \surd } | option                                                         | option                                         |                        |                        |                                                | option                                         |
| Antilles                                  | Barbade                                                                      | option                                         |                        | {\displaystyle \surd } | option                                                         | option                                         | {\displaystyle \surd } |                        |                                                | option                                         |
| Antilles                                  | Bermudes                                                                     | option                                         |                        |                        | option                                                         | option                                         | {\displaystyle \surd } |                        |                                                |                                                |
| Antilles                                  | Bonaire                                                                      | option                                         |                        |                        |                                                                |                                                | {\displaystyle \surd } |                        |                                                |                                                |
| Antilles                                  | Caïman                                                                       | option                                         |                        | {\displaystyle \surd } | option                                                         | option                                         | {\displaystyle \surd } |                        |                                                |                                                |
| Antilles                                  | Cuba                                                                         | option                                         |                        |                        |                                                                | option                                         |                        |                        |                                                | option                                         |
| Antilles                                  | Curaçao                                                                      | option                                         |                        |                        |                                                                |                                                | {\displaystyle \surd } |                        |                                                | option                                         |
| Antilles                                  | Dominique                                                                    | option                                         |                        | {\displaystyle \surd } | option                                                         | option                                         | {\displaystyle \surd } |                        |                                                |                                                |
| Antilles                                  | Grenade                                                                      | option                                         |                        | {\displaystyle \surd } | option                                                         | option                                         | {\displaystyle \surd } |                        |                                                | option                                         |
| Antilles                                  | Haïti                                                                        | option                                         |                        |                        |                                                                | option                                         | {\displaystyle \surd } |                        |                                                |                                                |
| Antilles                                  | îles vierges américaines                                                     | option                                         | {\displaystyle \surd } | {\displaystyle \surd } |                                                                |                                                | {\displaystyle \surd } | {\displaystyle \surd } |                                                |                                                |
| Antilles                                  | îles vierges britanniques                                                    | option                                         |                        | {\displaystyle \surd } | option                                                         | option                                         | {\displaystyle \surd } |                        |                                                | option                                         |
| Antilles                                  | Jamaïque                                                                     | option                                         |                        | {\displaystyle \surd } | option                                                         | option                                         | {\displaystyle \surd } |                        |                                                | option                                         |
| Antilles                                  | Montserrat                                                                   | option                                         |                        | {\displaystyle \surd } | option                                                         | option                                         | {\displaystyle \surd } |                        |                                                | option                                         |
| Antilles                                  | République Dominicaine                                                       | Summer Edition, option                         |                        |                        | option                                                         | option                                         | {\displaystyle \surd } | option                 | option                                         | option                                         |
| Antilles                                  | Sainte Hélène                                                                |                                                |                        |                        |                                                                | option                                         |                        |                        |                                                |                                                |
| Antilles                                  | Saint Kitts et Nevis                                                         | option                                         |                        | {\displaystyle \surd } | option                                                         | option                                         | {\displaystyle \surd } |                        |                                                | option                                         |
| Antilles                                  | Sainte Lucie                                                                 | option                                         |                        | {\displaystyle \surd } | option                                                         | option                                         | {\displaystyle \surd } |                        |                                                | option                                         |
| Antilles                                  | Saint Vincent et Grenadines                                                  | option                                         |                        | {\displaystyle \surd } | option                                                         | option                                         | {\displaystyle \surd } |                        |                                                | option                                         |
| Antilles                                  | Trinité et Tobago                                                            | option                                         |                        |                        | option                                                         | option                                         | {\displaystyle \surd } |                        |                                                | option                                         |
| Antilles                                  | Turks et Caicos                                                              | option                                         |                        | {\displaystyle \surd } | option                                                         | option                                         | {\displaystyle \surd } |                        |                                                | option                                         |
| Amériques                                 | Argentine                                                                    | Summer Edition, option                         | {\displaystyle \surd } |                        | option                                                         | option                                         |                        | {\displaystyle \surd } | option                                         | option                                         |
| Amériques                                 | Belize                                                                       |                                                |                        |                        |                                                                | option                                         |                        |                        |                                                |                                                |
| Amériques                                 | Bolivie                                                                      | Summer Edition, option                         | {\displaystyle \surd } |                        |                                                                | option                                         |                        | {\displaystyle \surd } | option                                         | option                                         |
| Amériques                                 | Brésil                                                                       | {\displaystyle \surd }                         | {\displaystyle \surd } | {\displaystyle \surd } | option                                                         | Série spéciale Voyage, option                  |                        | {\displaystyle \surd } | {\displaystyle \surd }                         | option                                         |
| Amériques                                 | Canada                                                                       | {\displaystyle \surd }                         | {\displaystyle \surd } | {\displaystyle \surd } | {\displaystyle \surd }                                         | Série spéciale Voyage                          | {\displaystyle \surd } | {\displaystyle \surd } | {\displaystyle \surd }                         |                                                |
| Amériques                                 | Chili                                                                        | option                                         |                        |                        | option                                                         | option                                         |                        | option                 | option                                         | option                                         |
| Amériques                                 | Colombie                                                                     | {\displaystyle \surd }                         | {\displaystyle \surd } |                        | option                                                         | option                                         |                        | {\displaystyle \surd } | {\displaystyle \surd }                         | option                                         |
| Amériques                                 | Costa Rica                                                                   | option                                         | {\displaystyle \surd } |                        | option                                                         | option                                         |                        | {\displaystyle \surd } | option                                         | option                                         |
| Amériques                                 | Equateur                                                                     | option                                         |                        |                        | option                                                         | option                                         |                        | option                 | option                                         | option                                         |
| Amériques                                 | Etats-unis (+Porto Rico)                                                     | {\displaystyle \surd }                         | {\displaystyle \surd } | {\displaystyle \surd } | {\displaystyle \surd }                                         | Série spéciale Voyage                          | {\displaystyle \surd } | {\displaystyle \surd } |                                                |                                                |
| Amériques                                 | Falkland (Malouines)                                                         |                                                |                        |                        |                                                                | option                                         |                        | {\displaystyle \surd } |                                                |                                                |
| Amériques                                 | Guatemala                                                                    | Summer Edition, option                         | {\displaystyle \surd } |                        | option                                                         | option                                         |                        | {\displaystyle \surd } | option                                         | option                                         |
| Amériques                                 | Guyana                                                                       | option                                         |                        |                        |                                                                | option                                         |                        |                        |                                                |                                                |
| Amériques                                 | Guyane                                                                       | {\displaystyle \surd }                         | {\displaystyle \surd } |                        | {\displaystyle \surd }                                         | {\displaystyle \surd }                         |                        | {\displaystyle \surd } | {\displaystyle \surd }                         | {\displaystyle \surd }                         |
| Amériques                                 | Honduras                                                                     | Summer Edition, option                         | {\displaystyle \surd } |                        | option                                                         | option                                         |                        | {\displaystyle \surd } | option                                         | option                                         |
| Amériques                                 | Mexique                                                                      | {\displaystyle \surd }                         | {\displaystyle \surd } | {\displaystyle \surd } | option                                                         | Série spéciale Voyage, option                  |                        | {\displaystyle \surd } | {\displaystyle \surd }                         | option                                         |
| Amériques                                 | Nicaragua                                                                    | option                                         | {\displaystyle \surd } |                        | option                                                         | option                                         |                        | {\displaystyle \surd } | option                                         | option                                         |
| Amériques                                 | Panama                                                                       | option                                         | {\displaystyle \surd } |                        | option                                                         | option                                         |                        | {\displaystyle \surd } | option                                         | option                                         |
| Amériques                                 | Paraguay                                                                     | Summer Edition, option                         | {\displaystyle \surd } |                        | option                                                         | option                                         |                        | option                 | option                                         | option                                         |
| Amériques                                 | Pérou                                                                        | Summer Edition, option                         |                        |                        | option                                                         | option                                         |                        | option                 | option                                         | option                                         |
| Amériques                                 | Saint Pierre et Miquelon                                                     | Summer edition                                 | {\displaystyle \surd } |                        |                                                                | {\displaystyle \surd }                         | {\displaystyle \surd } | {\displaystyle \surd } | {\displaystyle \surd }                         | {\displaystyle \surd }                         |
| Amériques                                 | Salvador                                                                     | option                                         | {\displaystyle \surd } |                        | option                                                         | option                                         |                        | {\displaystyle \surd } | option                                         | option                                         |
| Amériques                                 | Suriname                                                                     |                                                |                        |                        | option                                                         | option                                         |                        |                        |                                                | option                                         |
| Amériques                                 | Uruguay                                                                      | option                                         |                        |                        | option                                                         | option                                         |                        | option                 | option                                         | option                                         |
| Amériques                                 | Venezuela                                                                    |                                                |                        |                        |                                                                | option                                         |                        |                        |                                                | option                                         |
| Asie                                      | Afghanistan                                                                  |                                                |                        |                        | option                                                         | option                                         |                        |                        |                                                | option                                         |
| Asie                                      | Bangladesh                                                                   |                                                | {\displaystyle \surd } |                        | {\displaystyle \surd }                                         | option                                         |                        | {\displaystyle \surd } |                                                | option                                         |
| Asie                                      | Bhoutan                                                                      |                                                |                        |                        |                                                                | option                                         |                        |                        |                                                |                                                |
| Asie                                      | Brunei                                                                       |                                                |                        |                        | option                                                         | option                                         |                        |                        |                                                | option                                         |
| Asie                                      | Cambodge                                                                     |                                                |                        |                        | option                                                         | option                                         |                        |                        |                                                | option                                         |
| Asie                                      | Chine avec Hong Kong                                                         | {\displaystyle \surd }                         | {\displaystyle \surd } |                        | {\displaystyle \surd }                                         | Série spéciale Voyage                          |                        | {\displaystyle \surd } | {\displaystyle \surd }                         | option                                         |
| Asie                                      | Corée du Nord                                                                |                                                |                        |                        |                                                                |                                                |                        |                        |                                                |                                                |
| Asie                                      | Corée du Sud                                                                 | {\displaystyle \surd }                         | {\displaystyle \surd } |                        | option                                                         | Série spéciale Voyage, option                  |                        | {\displaystyle \surd } | {\displaystyle \surd }                         | option                                         |
| Asie                                      | Inde                                                                         | Summer Edition, option                         | {\displaystyle \surd } |                        | {\displaystyle \surd }                                         | option                                         |                        | {\displaystyle \surd } | {\displaystyle \surd }                         | option                                         |
| Asie                                      | Indonésie                                                                    | option                                         | {\displaystyle \surd } |                        | option                                                         | Série spéciale Voyage, option                  |                        | {\displaystyle \surd } | {\displaystyle \surd }                         | option                                         |
| Asie                                      | Japon                                                                        | {\displaystyle \surd }                         |                        |                        | option                                                         | Série spéciale Voyage, option                  |                        | {\displaystyle \surd } | {\displaystyle \surd }                         | option                                         |
| Asie                                      | Kazakhstan                                                                   | Summer Edition, option                         | {\displaystyle \surd } |                        | option                                                         | option                                         |                        | {\displaystyle \surd } | option                                         | option                                         |
| Asie                                      | Kirghizistan                                                                 | option                                         |                        |                        | option                                                         | option                                         |                        |                        |                                                |                                                |
| Asie                                      | Laos                                                                         |                                                |                        |                        |                                                                | option                                         |                        |                        |                                                | option                                         |
| Asie                                      | Macao                                                                        | Summer Edition, option                         | {\displaystyle \surd } |                        | option                                                         | option                                         |                        |                        |                                                | option                                         |
| Asie                                      | Malaisie                                                                     | {\displaystyle \surd }                         | {\displaystyle \surd } |                        | {\displaystyle \surd }                                         | Série spéciale Voyageo, ption                  |                        | {\displaystyle \surd } | {\displaystyle \surd }                         | option                                         |
| Asie                                      | Maldives                                                                     | option                                         |                        |                        |                                                                | option                                         |                        |                        |                                                |                                                |
| Asie                                      | Maurice                                                                      | Summer Edition, option                         |                        |                        | option                                                         | option                                         |                        | option                 | option                                         | option                                         |
| Asie                                      | Mayotte                                                                      | {\displaystyle \surd }                         | {\displaystyle \surd } | {\displaystyle \surd } | {\displaystyle \surd }                                         | {\displaystyle \surd }                         | {\displaystyle \surd } | {\displaystyle \surd } | {\displaystyle \surd }                         | {\displaystyle \surd }                         |
| Asie                                      | Mongolie                                                                     |                                                |                        |                        | option                                                         | option                                         |                        |                        |                                                | option                                         |
| Asie                                      | Myanmar                                                                      |                                                |                        |                        | option                                                         | option                                         |                        |                        |                                                |                                                |
| Asie                                      | Népal                                                                        |                                                |                        |                        | option                                                         | option                                         |                        |                        |                                                | option                                         |
| Asie                                      | Ouzbékistan                                                                  |                                                | {\displaystyle \surd } |                        |                                                                | option                                         |                        | {\displaystyle \surd } | option                                         | option                                         |
| Asie                                      | Pakistan                                                                     | Summer Edition                                 | {\displaystyle \surd } |                        | option                                                         | option                                         |                        | {\displaystyle \surd } |                                                | option                                         |
| Asie                                      | Philippines                                                                  | option                                         |                        |                        | option                                                         | Série spéciale Voyage, option                  |                        | option                 | option                                         | option                                         |
| Asie                                      | Réunion                                                                      | {\displaystyle \surd }                         | {\displaystyle \surd } | {\displaystyle \surd } | {\displaystyle \surd }                                         | {\displaystyle \surd }                         | {\displaystyle \surd } | {\displaystyle \surd } | {\displaystyle \surd }                         | {\displaystyle \surd }                         |
| Asie                                      | Singapour                                                                    | {\displaystyle \surd }                         |                        |                        | {\displaystyle \surd }                                         | option                                         |                        | {\displaystyle \surd } | {\displaystyle \surd }                         | option                                         |
| Asie                                      | Sri Lanka                                                                    | option                                         | {\displaystyle \surd } |                        | option                                                         | option                                         |                        | {\displaystyle \surd } | option                                         | option                                         |
| Asie                                      | Tadjikistan                                                                  |                                                |                        |                        | option                                                         | option                                         |                        |                        |                                                |                                                |
| Asie                                      | Taïwan                                                                       | option                                         |                        |                        | option                                                         | Série spéciale Voyage, option                  |                        | option                 | option                                         | option                                         |
| Asie                                      | Thailande                                                                    | {\displaystyle \surd }                         | {\displaystyle \surd } |                        | {\displaystyle \surd }                                         | Série spéciale Voyage, option                  |                        | {\displaystyle \surd } | {\displaystyle \surd }                         | option                                         |
| Asie                                      | Turkmenistan                                                                 |                                                |                        |                        |                                                                | option                                         |                        |                        |                                                |                                                |
| Asie                                      | Viet Nâm                                                                     | option                                         | {\displaystyle \surd } |                        | option                                                         | Série spéciale Voyage, option                  |                        | option                 | option                                         | option                                         |
| Europe (hors UE, l'UE étant sans roaming) | Albanie                                                                      |                                                |                        |                        | option                                                         | option                                         |                        | {\displaystyle \surd } | option                                         | option                                         |
| Europe (hors UE, l'UE étant sans roaming) | Andorre                                                                      | {\displaystyle \surd }                         |                        |                        | option                                                         | {\displaystyle \surd }                         |                        | {\displaystyle \surd } |                                                |                                                |
| Europe (hors UE, l'UE étant sans roaming) | Arménie                                                                      | option                                         | {\displaystyle \surd } |                        |                                                                | option                                         |                        | {\displaystyle \surd } | option                                         | option                                         |
| Europe (hors UE, l'UE étant sans roaming) | Azerbaidjan                                                                  |                                                |                        |                        | option                                                         | option                                         |                        |                        |                                                | option                                         |
| Europe (hors UE, l'UE étant sans roaming) | Biélorussie                                                                  | option                                         | {\displaystyle \surd } |                        | option                                                         | option                                         | {\displaystyle \surd } | {\displaystyle \surd } | option                                         | option                                         |
| Europe (hors UE, l'UE étant sans roaming) | Bosnie Herzégovine                                                           | option                                         |                        |                        | option                                                         | option                                         |                        | option                 | option                                         | option                                         |
| Europe (hors UE, l'UE étant sans roaming) | Chypre du Nord                                                               | option                                         | {\displaystyle \surd } |                        |                                                                |                                                |                        | {\displaystyle \surd } | {\displaystyle \surd }                         |                                                |
| Europe (hors UE, l'UE étant sans roaming) | Géorgie                                                                      | option                                         | {\displaystyle \surd } |                        | option                                                         | option                                         |                        | {\displaystyle \surd } | option                                         | option                                         |
| Europe (hors UE, l'UE étant sans roaming) | Groenland                                                                    | option                                         |                        |                        |                                                                | option                                         |                        |                        |                                                | option                                         |
| Europe (hors UE, l'UE étant sans roaming) | îles Feroe                                                                   | {\displaystyle \surd }                         | {\displaystyle \surd } |                        | {\displaystyle \surd }                                         | {\displaystyle \surd }                         |                        | {\displaystyle \surd } | {\displaystyle \surd }                         | {\displaystyle \surd }                         |
| Europe (hors UE, l'UE étant sans roaming) | Islande                                                                      | {\displaystyle \surd }                         | {\displaystyle \surd } |                        | {\displaystyle \surd }                                         | {\displaystyle \surd }                         | {\displaystyle \surd } | {\displaystyle \surd } | {\displaystyle \surd }                         | {\displaystyle \surd }                         |
| Europe (hors UE, l'UE étant sans roaming) | Kosovo                                                                       | option                                         |                        |                        | option                                                         | option                                         |                        |                        |                                                | option                                         |
| Europe (hors UE, l'UE étant sans roaming) | Liechtenstein                                                                | {\displaystyle \surd }                         | {\displaystyle \surd } | {\displaystyle \surd } | option                                                         | {\displaystyle \surd }                         | {\displaystyle \surd } | {\displaystyle \surd } | {\displaystyle \surd }                         | {\displaystyle \surd }                         |
| Europe (hors UE, l'UE étant sans roaming) | Macédoine du Nord                                                            |                                                | {\displaystyle \surd } |                        | option                                                         | option                                         | {\displaystyle \surd } | {\displaystyle \surd } | option                                         | option                                         |
| Europe (hors UE, l'UE étant sans roaming) | Moldavie                                                                     | {\displaystyle \surd }(à partir du 01.01.2026) | {\displaystyle \surd } |                        | {\displaystyle \surd }(à partir du 01.01.2026)                 | {\displaystyle \surd }(à partir du 01.01.2026) |                        | {\displaystyle \surd } | {\displaystyle \surd }(à partir du 01.01.2026) | {\displaystyle \surd }(à partir du 01.01.2026) |
| Europe (hors UE, l'UE étant sans roaming) | Monaco                                                                       | {\displaystyle \surd }                         | {\displaystyle \surd } |                        | option                                                         | {\displaystyle \surd }                         |                        | {\displaystyle \surd } | {\displaystyle \surd }                         | {\displaystyle \surd }                         |
| Europe (hors UE, l'UE étant sans roaming) | Monténégro                                                                   | Summer Edition, option                         | {\displaystyle \surd } |                        | option                                                         | option                                         |                        | {\displaystyle \surd } | option                                         | option                                         |
| Europe (hors UE, l'UE étant sans roaming) | Norvège                                                                      | {\displaystyle \surd }                         | {\displaystyle \surd } |                        | {\displaystyle \surd }                                         | {\displaystyle \surd }                         | {\displaystyle \surd } | {\displaystyle \surd } | {\displaystyle \surd }                         | {\displaystyle \surd }                         |
| Europe (hors UE, l'UE étant sans roaming) | Russie                                                                       | Summer Edition, option                         | {\displaystyle \surd } |                        | option                                                         | option                                         |                        | {\displaystyle \surd } | {\displaystyle \surd }                         | option                                         |
| Europe (hors UE, l'UE étant sans roaming) | Saint Marin                                                                  | {\displaystyle \surd }                         | {\displaystyle \surd } |                        |                                                                | {\displaystyle \surd }                         |                        | {\displaystyle \surd } | {\displaystyle \surd }                         | {\displaystyle \surd }                         |
| Europe (hors UE, l'UE étant sans roaming) | Royaume-uni (ainsi que les dépendances de la couronne, Gibraltar)            | {\displaystyle \surd }                         | {\displaystyle \surd } |                        | {\displaystyle \surd }                                         | {\displaystyle \surd }                         | {\displaystyle \surd } | {\displaystyle \surd } | {\displaystyle \surd }                         | {\displaystyle \surd }                         |
| Europe (hors UE, l'UE étant sans roaming) | Serbie                                                                       | Summer Edition, option                         | {\displaystyle \surd } |                        | option                                                         | option                                         |                        | {\displaystyle \surd } | option                                         | option                                         |
| Europe (hors UE, l'UE étant sans roaming) | Suisse                                                                       | {\displaystyle \surd }                         | {\displaystyle \surd } |                        | {\displaystyle \surd }                                         | {\displaystyle \surd }                         | {\displaystyle \surd } | {\displaystyle \surd } |                                                |                                                |
| Europe (hors UE, l'UE étant sans roaming) | Ukraine                                                                      | {\displaystyle \surd }(à partir du 01.01.2026) | {\displaystyle \surd } |                        | {\displaystyle \surd }(à partir du 01.01.2026)                 | {\displaystyle \surd }(à partir du 01.01.2026) |                        | {\displaystyle \surd } | {\displaystyle \surd }(à partir du 01.01.2026) | {\displaystyle \surd }(à partir du 01.01.2026) |
| Europe (hors UE, l'UE étant sans roaming) | Vatican                                                                      | {\displaystyle \surd }                         | {\displaystyle \surd } |                        |                                                                | {\displaystyle \surd }                         |                        | {\displaystyle \surd } | {\displaystyle \surd }                         | {\displaystyle \surd }                         |
| Moyen-orient                              | Arabie Saoudite                                                              | {\displaystyle \surd }                         |                        |                        | option                                                         | option                                         |                        | option                 | {\displaystyle \surd }                         | option                                         |
| Moyen-orient                              | Bahreïn                                                                      | option                                         |                        |                        | option                                                         | option                                         |                        |                        |                                                | option                                         |
| Moyen-orient                              | Emirats                                                                      | option                                         | {\displaystyle \surd } |                        | option                                                         | Série spéciale Voyage, option                  |                        | {\displaystyle \surd } | {\displaystyle \surd }                         | option                                         |
| Moyen-orient                              | Irak                                                                         |                                                |                        |                        | option                                                         | option                                         |                        |                        |                                                | option                                         |
| Moyen-orient                              | Iran                                                                         |                                                |                        |                        |                                                                | option                                         |                        |                        |                                                |                                                |
| Moyen-orient                              | Israël                                                                       | {\displaystyle \surd }                         | {\displaystyle \surd } |                        | option                                                         | option                                         |                        | {\displaystyle \surd } | {\displaystyle \surd }                         | option                                         |
| Moyen-orient                              | Jordanie                                                                     | Summer Edition, option                         |                        |                        | option                                                         | option                                         |                        | option                 | option                                         | option                                         |
| Moyen-orient                              | Koweït                                                                       | option                                         |                        |                        | option                                                         | option                                         |                        |                        |                                                | option                                         |
| Moyen-orient                              | Liban                                                                        |                                                |                        |                        | option                                                         | option                                         |                        |                        |                                                | option                                         |
| Moyen-orient                              | Oman                                                                         |                                                |                        |                        | option                                                         | option                                         |                        | option                 | option                                         | option                                         |
| Moyen-orient                              | Palestine                                                                    | option                                         |                        |                        | option                                                         | option                                         |                        |                        |                                                | option                                         |
| Moyen-orient                              | Qatar                                                                        | {\displaystyle \surd }                         |                        |                        | option                                                         | option                                         |                        | option                 | {\displaystyle \surd }                         | option                                         |
| Moyen-orient                              | Syrie                                                                        |                                                |                        |                        |                                                                | option                                         |                        |                        |                                                |                                                |
| Moyen-orient                              | Turquie                                                                      | {\displaystyle \surd }                         | {\displaystyle \surd } |                        | option                                                         | option                                         |                        | {\displaystyle \surd } | {\displaystyle \surd }                         | option                                         |
| Moyen-orient                              | Yémen                                                                        |                                                |                        |                        | option                                                         | option                                         |                        |                        |                                                | option                                         |
| Océanie                                   | Australie (Tasmanie, Norfolk, Cocos, Christmas)                              | {\displaystyle \surd }                         | {\displaystyle \surd } |                        | option                                                         | Série spéciale Voyage, option                  |                        | {\displaystyle \surd } | {\displaystyle \surd }                         | option                                         |
| Océanie                                   | Fidji                                                                        |                                                |                        |                        | option                                                         | option                                         |                        |                        |                                                | option                                         |
| Océanie                                   | Guam                                                                         | option                                         |                        |                        |                                                                | option                                         |                        |                        |                                                |                                                |
| Océanie                                   | îles Cook                                                                    |                                                |                        |                        |                                                                | option                                         |                        |                        |                                                |                                                |
| Océanie                                   | îles Marshall                                                                | option                                         |                        |                        |                                                                |                                                |                        |                        |                                                |                                                |
| Océanie                                   | Kiribati                                                                     |                                                |                        |                        |                                                                | option                                         |                        |                        |                                                |                                                |
| Océanie                                   | Mariannes du Nord                                                            | option                                         |                        |                        |                                                                |                                                |                        |                        |                                                |                                                |
| Océanie                                   | Micronésie                                                                   |                                                |                        |                        |                                                                | option                                         |                        |                        |                                                |                                                |
| Océanie                                   | Nauru                                                                        |                                                |                        |                        |                                                                |                                                |                        |                        |                                                |                                                |
| Océanie                                   | Niue                                                                         |                                                |                        |                        |                                                                |                                                |                        |                        |                                                |                                                |
| Océanie                                   | Nouvelle Calédonie                                                           |                                                |                        |                        |                                                                | option                                         |                        | option                 |                                                | option                                         |
| Océanie                                   | Nouvelle Zélande                                                             | {\displaystyle \surd }                         | {\displaystyle \surd } |                        | option                                                         | Série spéciale Voyage, option                  |                        | {\displaystyle \surd } | {\displaystyle \surd }                         | option                                         |
| Océanie                                   | Palaos                                                                       |                                                | {\displaystyle \surd } |                        |                                                                | option                                         |                        |                        |                                                |                                                |
| Océanie                                   | Papouasie Nouvelle Guinée                                                    |                                                |                        |                        | option                                                         | option                                         |                        |                        |                                                | option                                         |
| Océanie                                   | Pitcairn                                                                     | option                                         |                        |                        |                                                                |                                                |                        |                        |                                                |                                                |
| Océanie                                   | Polynésie française                                                          |                                                |                        |                        | option                                                         | option                                         |                        | option                 | option                                         | option                                         |
| Océanie                                   | Salomon                                                                      |                                                |                        |                        |                                                                | option                                         |                        |                        |                                                |                                                |
| Océanie                                   | Samoa                                                                        |                                                |                        |                        | option                                                         |                                                |                        |                        |                                                |                                                |
| Océanie                                   | Samoa américaines                                                            |                                                |                        |                        |                                                                | option                                         |                        |                        |                                                |                                                |
| Océanie                                   | Timor Oriental                                                               |                                                |                        |                        | option                                                         | option                                         |                        |                        |                                                |                                                |
| Océanie                                   | Tonga                                                                        |                                                |                        |                        | option                                                         | option                                         |                        |                        |                                                | option                                         |
| Océanie                                   | Tuvalu                                                                       |                                                |                        |                        |                                                                |                                                |                        |                        |                                                |                                                |
| Océanie                                   | Vanuatu                                                                      |                                                |                        |                        | option                                                         | option                                         |                        |                        |                                                | option                                         |
| Océanie                                   | Wallis et Futuna                                                             |                                                |                        |                        |                                                                | option                                         |                        |                        |                                                |                                                |

Au 22 juillet 2025.
Au travers d'options, il est donc également possible d'élargir le nombre de pays accessibles,,.
Des pays restent cependant hors de prix, hors de toute option ou forfait : Corée du Nord, Nauru, Niue, Tuvalu. Et des zones insulaires telles que les Antilles ou le Pacifique sont plutôt délaissées des offres. Dans ces cas, opter pour une carte sim locale peut s'avérer une bonne option.
Quant aux territoires occupés/contestés d'ex URSS que sont la Transnistrie, l'Ossétie du Sud, l'Abkhazie, il est difficile de savoir quelle itinérance s'applique. Il devrait s'agir des tarifs liés à la Russie, qui est très présente sur ces territoires, mais aucun document n'en atteste. Même situation floue pour le Sahara occidental.
Par ailleurs, les opérateurs britanniques font aussi des efforts pour rendre le maximum de territoires accessibles sans frais d'itinérance.

### Couverture mondiale pour les professionnels
Il existe également des forfaits proposant le monde entier, ou presque, pour un tarif unique, à destination de entreprises. Une telle  couverture implique un tarif élevé. C'est le prix de la liberté, de la praticité, de la simplicité. Le coût n'est cependant pas si élevé si l'utilisation est faite dans des pays où la data est chère, et donc si les déplacements hors d'Europe sont réguliers.
Ces forfaits sont proposés par Bouygues Telecom, Orange, et SFR. Chez Bouygues Telecom, en fonction du nombre de pays couverts, il est possible de souscrire une option pour élargir la base de pays.

## Destinations exclues
Inversement, les pays dans lesquels les communications sont chères, sont plutôt de petites îles, des pays posant question en matière sécuritaire, notamment en guerre, ou encore accueillant moins de tourisme que les autres.
Ainsi, les îles du Pacifique, des Antilles, certains pays isolés ne sont que rarement présents dans les offres des opérateurs.
Cela correspond aussi au taux de couverture mobile des opérateurs dans chaque pays.